# Okres Delémont
Okres Delémont (francouzsky District de Delémont) je švýcarský okres v kantonu Jura. Správním centrem je kantonální hlavní město Delémont. Žije zde asi 40 000 obyvatel. Zahrnuje východní část kantonu, který se nachází na severozápadě Švýcarska.
Převažujícím a jediným úředním jazykem je francouzština. Neexistuje žádný druhý hlavní jazyk s podílem nad 10 %, ačkoli respondenti mohli uvést až tři jazyky. Plynně německy hovoří 7 %, francouzsky 89 %, italsky 3 % a anglicky 1 % obyvatel. Ostatní jazyky jsou zastoupeny pouze 13 %, což je ve srovnání se švýcarským průměrem (19,5 %) malý podíl.

## Přehled obcí
| Znak        | Název obce  | Německý název | Počet obyvatel (31. 12. 2022) | Rozloha (km²) | Hustota zalidnění (obyv./km²) |
| ----------- | ----------- | ------------- | ----------------------------- | ------------- | ----------------------------- |
| Boécourt    | Boécourt    | Biestingen    | 951                           | 12,35         | 77                            |
| Bourrignon  | Bourrignon  | Bürkis        | 258                           | 13,55         | 19                            |
| Châtillon   | Châtillon   | Kastel        | 471                           | 5,31          | 89                            |
| Courchapoix | Courchapoix | Gebsdorf      | 441                           | 6,39          | 69                            |
| Courrendlin | Courrendlin | Rennendorf    | 3686                          | 21,55         | 171                           |
| Courroux    | Courroux    | Lüttelsdorf   | 3313                          | 19,74         | 168                           |
| Courtételle | Courtételle | Cortittel     | 2654                          | 13,56         | 196                           |
| Delémont    | Delémont    | Delsberg      | 12 636                        | 21,97         | 575                           |
| Develier    | Develier    | Dietwiler     | 1360                          | 12,47         | 109                           |
| Ederswiler  | Ederswiler  | Ederswiler    | 112                           | 3,31          | 34                            |
| Haute-Sorne | Haute-Sorne |               | 7319                          | 71,04         | 103                           |
| Mervelier   | Mervelier   | Morschwiler   | 522                           | 9,73          | 54                            |
| Mettembert  | Mettembert  | Mettenberg    | 106                           | 2,34          | 45                            |
| Movelier    | Movelier    | Moderswiler   | 425                           | 8,08          | 53                            |
| Pleigne     | Pleigne     | Pleen         | 350                           | 17,84         | 20                            |
| Rossemaison | Rossemaison | Rottmund      | 733                           | 1,89          | 388                           |
| Saulcy      | Saulcy      |               | 270                           | 7,86          | 34                            |
| Soyhières   | Soyhières   | Saugern       | 417                           | 7,51          | 56                            |
| Val Terbi   | Val Terbi   |               | 3285                          | 46,69         | 70                            |
| Celkem (19) | Celkem (19) |               | 39 309                        | 303,18        | 130                           |